# Надеждівська сільська рада (Чаплинський район)
Наде́ждівська сільська́ ра́да — адміністративно-територіальна одиниця та орган місцевого самоврядування в Чаплинському районі Херсонської області. Адміністративний центр — село Надеждівка.

## Загальні відомості
Надеждівська сільська рада утворена в 1909 році.
- Територія ради: 60 км²
- Населення ради: 1 495 осіб (станом на 2001 рік)

## Населені пункти
Сільській раді підпорядковані населені пункти:
- с. Надеждівка

## Склад ради
Рада складається з 16 депутатів та голови.
- Голова ради: Чухалов Геннадій Анатолійович
- Секретар ради: Добрянська Віта Іванівна

### Керівний склад попередніх скликань
| Прізвище, ім'я, по батькові     | Основні відомості                                                                       | Дата обрання | Дата звільнення |
| ------------------------------- | --------------------------------------------------------------------------------------- | ------------ | --------------- |
| Посуховський Тимофій Дем'янович | Сільський голова, 1946 року народження, член Всеукраїнського об'єднання «Батьківщина»   | 26.03.2006   | 05.05.2009      |
| Степанов Віктор Анатолійович    | Сільський голова, 1955 року народження, освіта середня спеціальна, член Партії регіонів | 31.10.2010   | 18.09.2011      |
| Чухалов Геннадій Анатолійович   | Сільський голова, 1966 року народження, освіта вища, член Партії регіонів               | 18.09.2011   |                 |

Примітка: таблиця складена за даними сайту Верховної Ради України

### Депутати
За результатами місцевих виборів 2010 року депутатами ради стали:

#### За суб'єктами висування
| Суб'єкт висування                                       | Кількість обраних депутатів | %    |
| ------------------------------------------------------- | --------------------------- | ---- |
| Партія регіонів                                         | 9                           | 56,3 |
| Комуністична партія України                             | 4                           | 25   |
| Політична партія Всеукраїнське об'єднання «Батьківщина» | 2                           | 12,5 |
| Політична партія «Сильна Україна»                       | 1                           | 6,3  |

#### За округами
| № округу                                                | Прізвище, ім'я, по батькові   | Дата визнання обраним | Освіта             | Партійна приналежність                        | Відомості про обраного депутата                                             |
| ------------------------------------------------------- | ----------------------------- | --------------------- | ------------------ | --------------------------------------------- | --------------------------------------------------------------------------- |
| Комуністична партія України                             |                               |                       |                    |                                               |                                                                             |
| 4                                                       | Пастух Ольга Миколаївна       | 02.11.2010            | вища               | позапартійна                                  | Надеждівська загальноосвітня школа, заступник директора з навчальної роботи |
| 5                                                       | Сохін Валерій Іванович        | 02.11.2010            | середня            | член Комуністичної партії України             | с. Надеждівка, голова опорного пункту                                       |
| 6                                                       | Смєлов Віктор Десанович       | 02.11.2010            | середня            | позапартійний                                 | ПП Харистрон, охоронець                                                     |
| 13                                                      | Чахалов Амірхан Гулалійович   | 02.11.2010            | середня            | позапартійний                                 | тимчасово не працює                                                         |
| Партія регіонів                                         |                               |                       |                    |                                               |                                                                             |
| 1                                                       | Желєз Валентина Миколаївна    | 02.11.2010            | вища               | позапартійна                                  | Надеждівські ясла-сад, вихователь                                           |
| 2                                                       | Чухалова Лариса Станіславівна | 02.11.2010            | середня спеціальна | член Партії регіонів                          | приватний підприємець                                                       |
| 3                                                       | Меркотант Галина Василівна    | 02.11.2010            | середня            | член Партії регіонів                          | пенсіонер                                                                   |
| 9                                                       | Зінченко Валентина Михайлівна | 02.11.2010            | середня спеціальна | член Партії регіонів                          | Надеждівський фельдшерсько-акушерський пункт, медсестра                     |
| 10                                                      | Байбуза Іван Іванович         | 02.11.2010            | середня спеціальна | член Партії регіонів                          | тимчасово не працює                                                         |
| 11                                                      | Сікальчук Надія Іванівна      | 02.11.2010            | середня спеціальна | член Партії регіонів                          | Надеждівський Будинок культури, директор                                    |
| 12                                                      | Добрянська Віта Іванівна      | 02.11.2010            | середня спеціальна | член Партії регіонів                          | Надеждівська сільська рада, секретар                                        |
| 14                                                      | Дажук Людмила Анатоліївна     | 02.11.2010            | середня спеціальна | член Партії регіонів                          | Надеждівська сільська рада, землевпорядник                                  |
| 15                                                      | Тищенко Анатолій Васильович   | 02.11.2010            | середня спеціальна | позапартійний                                 | пенсіонер                                                                   |
| Політична партія Всеукраїнське об'єднання «Батьківщина» |                               |                       |                    |                                               |                                                                             |
| 7                                                       | Паньчишин Олег Володимирович  | 02.11.2010            | вища               | позапартійний                                 | приватний підприємець                                                       |
| 16                                                      | Коровіна Олена Василівна      | 02.11.2010            | середня            | член Всеукраїнського об'єднання «Батьківщина» | Надеждівські ясла-сад, завідувачка господарства                             |
| Політична партія «Сильна Україна»                       |                               |                       |                    |                                               |                                                                             |
| 8                                                       | Дацюк Павло Васильович        | 02.11.2010            | вища               | позапартійний                                 | Надеждівська загальноосвітня школа, вчитель                                 |

## Населення
Згідно з переписом УРСР 1989 року чисельність наявного населення села становила 1376 осіб, з яких 661 чоловік та 715 жінок.
За переписом населення України 2001 року в селі мешкало 1476 осіб.

### Мова
Розподіл населення за рідною мовою за даними перепису 2001 року:
| Мова       | Відсоток |
| ---------- | -------- |
| українська | 71,64 %  |
| російська  | 4,68 %   |
| молдовська | 0,40 %   |
| вірменська | 0,33 %   |
| угорська   | 0,27 %   |
| грецька    | 0,07 %   |
| інші       | 22,61 %  |